# Vladímir Nikitin (boxeador)
Vladímir Olégovich Nikitin –en ruso, Владимир Олегович Никитин– (Verjniaya Maksakovka, URSS, 25 de marzo de 1990) es un deportista ruso que compite en boxeo.
Participó en los Juegos Olímpicos de Río de Janeiro 2016, obteniendo una medalla de bronce en el peso gallo. Ganó una medalla de plata en el Campeonato Mundial de Boxeo Aficionado de 2013 y una medalla de bronce en el Campeonato Europeo de Boxeo Aficionado de 2013.
En julio de 2018 disputó su primera pelea como profesional. En su carrera profesional tuvo en total 8 combates, con un registro de 6 victorias, una derrota y un empate.

## Palmarés internacional
| Juegos Olímpicos   | Juegos Olímpicos        | Juegos Olímpicos  | Juegos Olímpicos |
| Año                | Lugar                   | Medalla           | Categoría        |
| ------------------ | ----------------------- | ----------------- | ---------------- |
| 2016               | Río de Janeiro (Brasil) | Medalla de bronce | 56 kg            |
| Campeonato Mundial |                         |                   |                  |
| Año                | Lugar                   | Medalla           | Categoría        |
| 2013               | Almaty (Kazajistán)     | Medalla de plata  | 56 kg            |
| Campeonato Europeo |                         |                   |                  |
| Año                | Lugar                   | Medalla           | Categoría        |
| 2013               | Minsk (Bielorrusia)     | Medalla de bronce | 53 kg            |